# PM-84 Glauberyt
PM-84 Glauberyt là loại súng tiểu liên của Ba Lan. Nó là một loại vũ khí cá nhân dùng để chiến đấu và tự vệ với phạm vi lên tới 150 m. Với hai chế độ bắn từng viên và hoàn toàn tự động. Có thiết kế nhỏ gọn giảm tối đa chiều dài tổng thể, trọng lượng nhẹ, độ chính xác cao và ổn định khi bắn. Nó được thiết kế để hỗ trợ cho các lực lượng được trang bị vũ khí hạng nặng và các biệt đội trinh sát, các lực lượng đặc nhiệm chống khủng bố và cảnh sát.
Nó đã được chọn để thay thế khẩu súng tiểu liên PM-63 RAK trước đó trong lực lượng quân đội và cảnh sát Ba Lan.